# 바버라 앤 스콧
 바버라 앤 스콧(영어: Barbara Ann Scott, 1928년 5월 9일~2012년 9월 30일)은 캐나다의 피겨 스케이팅 선수이다. 1948년 동계 올림픽에서 금메달을 획득했고, 세계 선수권 대회에서 2연패 (1947-1948)했다.

## 생애 및 선수 경력

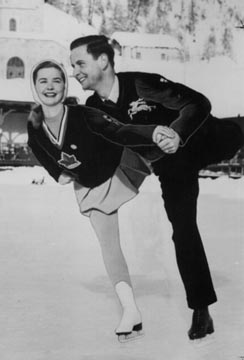
스위스의 피겨 선수 한스 게르슈빌러와 스콧(1948년)

스콧은 1928년 5월 9일에 태어났다. 그녀는 7살때 스케이트를 처음 신었다. 스콧은 1948년 동계 올림픽 피겨 스케이팅 여자 싱글 부문에서 우승한 최초이자 유일한 캐나다 선수가 되었다. 스콧은 2012년 9월 30일에 플로리다주의 자택에서 사망했다.

## 같이 보기
- 1948년 동계 올림픽
- 피트라 버카
- 캐런 매그너슨
- 엘리자베스 맨리
- 조아니 로셰트